# Amtsgericht Sayda
Das Amtsgericht Sayda war ein Gericht der ordentlichen Gerichtsbarkeit und ein Amtsgericht in Sachsen mit Sitz in Sayda.

## Geschichte
In Sayda bestand bis 1879 das Gerichtsamt Sayda als Eingangsgericht. Im Rahmen der Reichsjustizgesetze wurden 1879 im Königreich Sachsen die Gerichtsämter aufgehoben und Amtsgerichte, darunter das Amtsgericht Sayda, geschaffen. Der Gerichtssprengel entsprach dem Sprengel des Gerichtsamtes und umfasste folgende Ortschaften:
| - Sayda (mit Heidengut) - Brüderwiese - Cämmerswalde - Clausnitz (mit Neuclausnitz) - Deutscheinsiedel - Deutschgeorgenthal - Deutschkatharinenberg - Deutschneudorf - Dittersbach - Dittmannsdorf bei Sayda - Dörnthal - Dorfchemnitz (mit Neudörfel) - Frauenbach | - Friedebach (mit Haingut) - Hallbach - Heidelbach (mit Glashütte) - Heidelberg - Heidersdorf (mit Mörtelgrund, Haingut, Eisenzeche und Folge) - Hirschberg - Hutha - Kleinneuschönberg - Neuhausen - Neuwernsdorf - Niederneuschönberg - Niederseiffenbach (mit Lässigherd) - Oberneuschönberg | - Oberseiffenbach (mit Oberlochmühle) - Pfaffroda - Pilsdorf - Purschenstein (mit Zuckerhof) - Rauschenbach (mit Schaarschuchhaus) - Reukersdorf - Schönfeld - Seiffen - Ullersdorf - Voigtsdorf (Ober- und Nieder-) - Wolfsgrund - Zethau - das Einsiedeler und Hirschberger Forstrevier |

  Das Amtsgericht Sayda war eines von 15 Amtsgerichten im Bezirk des Landgerichtes Freiberg. Der Amtsgerichtsbezirk umfasste danach 25.795 Einwohner. Das Gericht hatte zwei Richterstellen und war damals ein mittelgroßes Amtsgericht im Landgerichtsbezirk.
Im Jahre 1895 wurde das Amtsgericht Olbernhau gebildet, an welches dass Amtsgericht Sayda folgende Ortschaften abgab:
| - Deutscheinsiedel mit Brüderwiese und Hammerwerk - Deutschneudorf mit Fuchsleithenberg, Mühlberggasse, Salzweg, Wetzelhübel und Wolfgasse - Deutschcatharienenberg - Hallbach mit Hölle und Hutha - Kleinneuschönberg - Niederneuschönberg - Niederseiffenbach mit Lässigheerd | - Glöckner-, Neu- und Niederlochmühle - Seiffner Grund - Hirschberg - Oberneuschönberg mit Eisenzeche und Zechenmühle - Oberseiffenbach mit Oberlochmühle - Reukersdorf - Hirschberger Forstrevier . |

Mit den Durchführungsbestimmungen zur Vereinfachung der Gerichtsorganisation im Land Sachsen vom 28. Mai 1951 zur Verordnung vom 5. Mai 1951 wurde das Amtsgericht Sayda zum Zweiggericht und nur noch für die freiwillige Gerichtsbarkeit zuständig. Mit dem Gerichtsverfassungsgesetz vom 2. Oktober 1952 wurde das Amtsgericht Sayda in der DDR aufgehoben und das Kreisgericht Brand-Erbisdorf an seiner Stelle eingerichtet. Gerichtssprengel war nun der Kreis Brand-Erbisdorf.

## Gerichtsgebäude

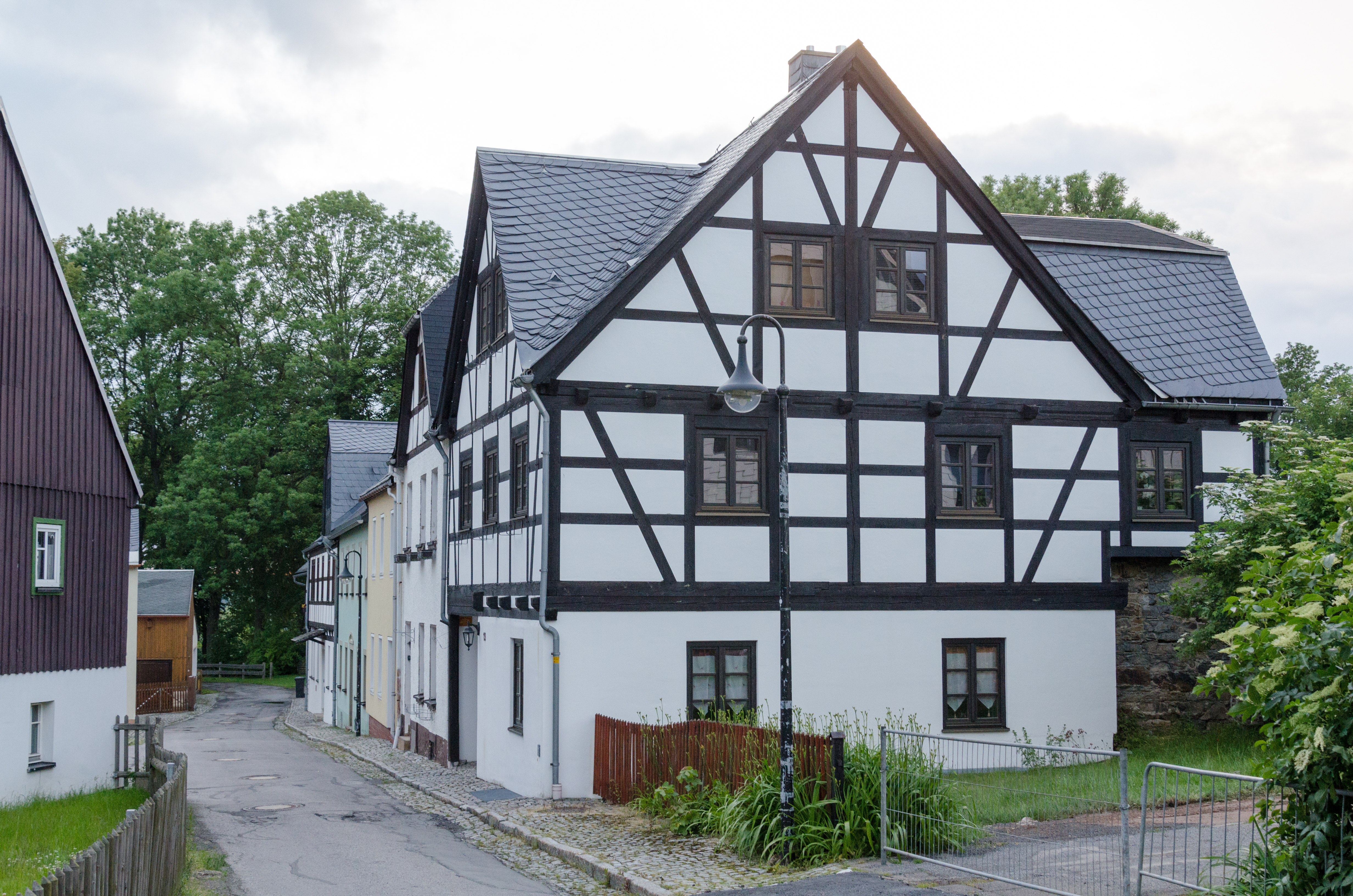
Ehem. Gerichtsgebäude

Das Amtsgericht nutzte das 1851 errichtete Gebäude des Gerichtsamtes (Pfarrgasse 1). Der stattliche Bau steht auf Grund seiner Nutzungsgeschichte und großer ortshistorischer Bedeutung, im Kontext zur Kirche auch von städtebaulichem Wert, unter Denkmalschutz. Er wird heute als Altenheim genutzt.